# Госсет, Уильям Сили
Уи́льям Си́ли Го́ссет (англ. William Sealy Gosset, 13 июня 1876, Кентербери — 16 октября 1937, Беконсфилд) — британский учёный-статистик, более известный под своим псевдонимом Стьюдент (англ. Student — студент) благодаря своим работам по исследованию так называемого распределения Стьюдента.

## Биография
Родился в Кентербери, у Агнес Сили Видал и полковника Фредерика Госсета. Госсет посещал Винчестерский колледж, а затем прослушал курсы химии и математики в Новом колледже Оксфорда. По окончании университета в 1899 году он поступил на работу на пивоваренный завод Arthur Guinness Son & Co в Дублине.
Гиннесс был передовым предприятием пищевой промышленности, и Госсет мог применить свои знания в области статистики как при варке пива, так и на полях — для выведения самого урожайного сорта ячменя. Госсет приобретал эти знания путём изучения, методом проб и ошибок, проведя два года (1906—1907 гг.) в биометрической лаборатории Карла Пирсона. Госсет и Пирсон были в хороших отношениях, и Пирсон помогал Госсету в математической части его исследований. Так, Пирсон был причастен к публикациям 1908 года (принёсших славу Стьюденту), но придавал мало значения этому открытию. Исследования были обращены к нуждам пивоваренной компании и проводились на малом количестве наблюдений. Биометристы же обычно имели дело с сотнями наблюдений и не испытывали необходимости в развитии методов, основанных на малом их количестве.
Ранее другой исследователь, работавший на Гиннесс, опубликовал в своих материалах сведения, составлявшие коммерческую тайну этой пивоваренной компании. Чтобы предотвратить дальнейшее раскрытие конфиденциальной информации, Гиннесс запретил своим работникам публикацию любых материалов, независимо от содержавшейся в них информации. Это означало, что Госсет не мог опубликовать свои работы под своим именем. Поэтому он избрал себе псевдоним Стьюдент, чтобы скрыть себя от работодателя. Поэтому его самое важное открытие получило название распределение Стьюдента, иначе бы оно могло называться теперь распределением Госсета.
Госсет практически все свои работы, включая работу «Вероятная ошибка среднего»  (англ. The probable error of a mean), опубликовал в журнале Пирсона «Биометрика» под псевдонимом Стьюдент. Первым, кто понял значение работ Госсета по оценке параметров малой выборки, был биолог Рональд Фишер. Госсет написал ему: «Я посылаю вам копию таблиц Стьюдента, поскольку вы, похоже, единственный человек, который когда-либо станет пользоваться ими!» Фишер считал, что Госсет совершил «логическую революцию». По иронии судьбы, t-статистика, благодаря которой знаменит Госсет, была фактически изобретением Фишера. Госсет считал статистику для {\displaystyle z={\frac {t}{\sqrt {n-1}}}}. Фишер предложил вычислять статистику для t, потому что такое представление укладывалось в его теорию степеней свободы. Фишер также применил распределение Стьюдента в регрессионном анализе.
Стьюдентизированные остатки также названы в честь Стьюдента, хотя их предложили другие учёные. Подобно проблемам, которые привели к распределению Стьюдента, в их основе лежит та же идея — исправление (adjusting) выборочного стандартного отклонения.
Интерес Госсета к выращиванию ячменя привёл его к мысли, что опыт надо планировать с той целью, чтобы не просто повысить среднюю урожайность, но чтобы вывести такие сорта ячменя, чья урожайность была бы устойчива к колебаниям состава почвы или климата. Этот принцип встречается только позднее у Фишера и затем в 1950-х в работе Гэнъити Тагути.
В 1935 году он покинул Дублин, чтобы занять должность главного пивовара, ответственного за научную сторону производственного процесса, в новой пивоварне Гиннесса в Парк Ройял, в северо-западной части Лондона. Он скончался от сердечного приступа в городе Беконсфилд в Англии.
Госсет был другом Пирсона и Фишера и был достаточно скромным человеком. Известен случай, когда он оборвал речь своего почитателя словами «Фишер всё равно бы сумел открыть всё это сам».